# إدغار بايز
إدغار بايز (بالإسبانية: Edgar Báez)‏ هو مدرب كرة قدم ولاعب كرة قدم باراغواياني في مركز الهجوم، ولد في 21 مارس 1972 في أسونسيون في باراغواي. لعب مع هوراكان.

## وصلات خارجية
- إدغار بايز على موقع قاعدة بيانات كرة القدم.إي يو (الإنجليزية)
- إدغار بايز على موقع ناشيونال فوتبول تيمز (الإنجليزية)